# Скијави-Сан Марко (Кјети)
Скијави-Сан Марко (итал. Schiavi-San Marco) је насеље у Италији у округу Кјети, региону Абруцо.
Према процени из 2011. у насељу је живело 56 становника. Насеље се налази на надморској висини од 62 м.